# Historia Holandii
Historia Holandii - Historia i teraźniejszość terenów i państwa Niderlandów.

## Prehistoria i starożytność

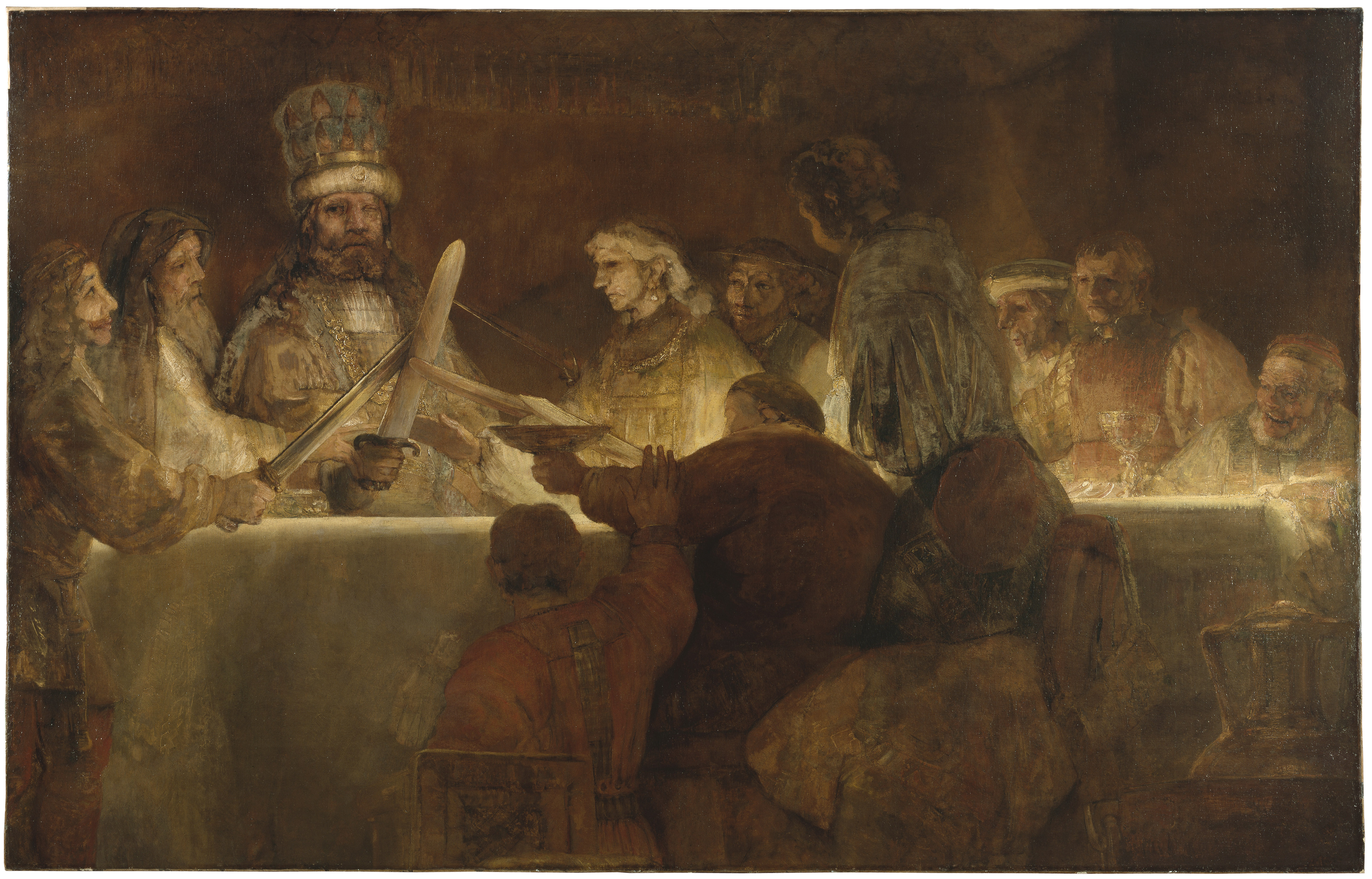
Sprzysiężenie Claudiusa Civilisa

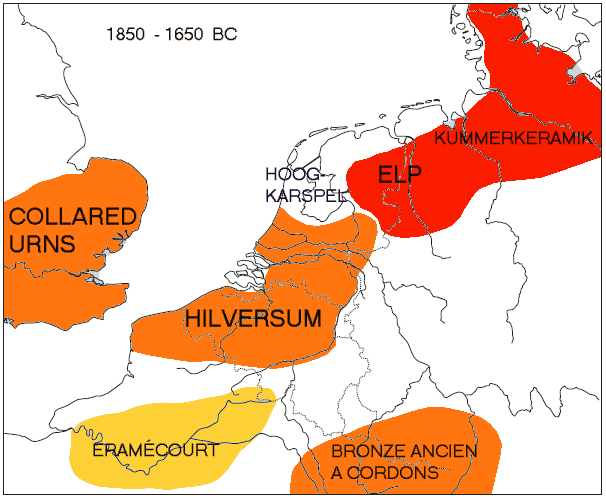
Kultury Hilversum i Elp na obszarze dzisiejszej Holandii ok. 1850–1650 p.n.e.

Pierwszymi śladami obecności człowieka na terenach obecnej Holandii są narzędzia kamienne znalezione w Weluwe w Geldrii. Są one datowane na 200-180 tysięcy lat p.n.e. Natomiast czaszka znaleziona w Twente w Overijssel liczy około 30 tys. lat. Pierwotnymi mieszkańcami Holandii była prawdopodobnie ludność pokrewna Baskom. Na kilkaset lat przed nową erą tereny zajęły plemiona celtyckie.
Holandia to tradycyjna nazwa północnej części Niderlandów, obejmujących ziemie nizinne u ujścia Skaldy, Mozy i Renu. Najstarsze osadnictwo na tym terenie sięga VI tysiąclecia p.n.e.; w I tysiącleciu p.n.e. rozpoczęło się osadnictwo plemion celtyckich i germańskich m.in.: Belgowie, Fryzowie, Batawowie. W połowie I w. p.n.e. nastąpił podbój przez Juliusza Cezara ziem po Ren. W okresie panowania cesarstwa rzymskiego powstały pierwsze miasta, np. Utrecht, Nijmegen. Tereny Niderlandów wchodziły w skład kilku prowincji Rzymu (Belgica, Germania) i stopniowo ulegały romanizacji, zwłaszcza w części południowej. W okresie wędrówki ludów napłynęły m.in. plemiona germańskich Franków, Fryzów, Sasów; od V w. część terenów obecnej Holandii znajdowała się w składzie państwa Franków. W 734 całość terenów obecnej Holandii weszła w skład państwa frankijskiego.

## Średniowiecze

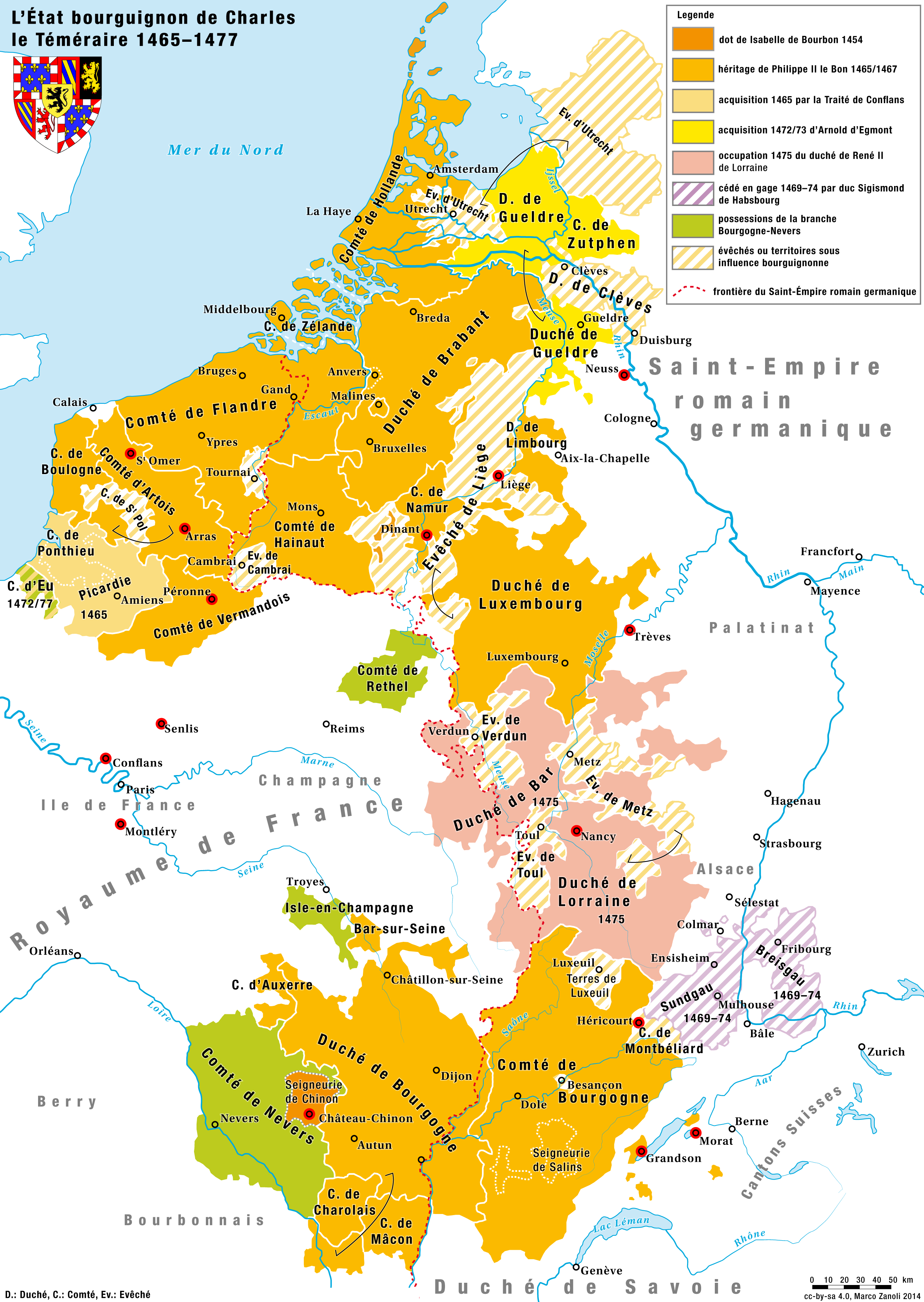
Państwo(a) Karola Zuchwałego

Od VI do VIII w. trwał proces chrystianizacji kraju (duże znaczenie odegrał w nim „apostoł Fryzów” i pierwszy tutejszy biskup, św. Wilibrord). W VIII w. na skutek podbojów granica przesunęła się na północny wschód, zostały włączone ziemie dotąd pogańskich Sasów i Fryzów; ostatecznie ziemie północnych Niderlandów anektował do państwa Franków Karol Wielki; według traktatu w Verdun (843) całe Niderlandy, z wyjątkiem Flandrii, weszły w skład państwa Lotara (Lotaryngia), a od 925 stanowiły część Królestwa Niemiec, wkrótce cesarstwa. Za Karolingów wykształcały się tu liczne, niezależne państwa świeckie (m.in. hrabstwa, księstwa – Flandria, Holandia, Geldria, Brabancja oraz biskupstwa Utrecht i Leodium. 
Od IX do X w. trwały wielokrotne najazdy Normanów. W dobie rozkwitu średniowiecza Niderlandy stanowiły, oprócz północnych Włoch, najbardziej zurbanizowany i rozwinięty gospodarczo region Europy w którym rozwinęły się sukiennictwo, handel, rybołówstwo oraz następował jednocześnie wzrost niezależności władców poszczególnych państw, formalnie lenników cesarza lub króla Francji. Doszło do wykształcenia się silnego mieszczaństwa, które stopniowo zdominowało reprezentacje stanowe. w XIV w. silne cechy rzemieślnicze uzyskały udział we władzy i wpływ na rządzenie.
W 1302 w bitwie pod Kortrijk armia francuska pod dowództwem króla Filipa IV Pięknego poniosła klęskę zadaną przez mieszczańską armię flamandzką. W XIV–XV w. w wyniku podboju i polityki dynastycznej, Holandia oraz pozostałe Niderlandy znalazły się w składzie Burgundii, której władcy podjęli dzieło centralizacji, powołując w 1464 Stany Generalne będące wspólną reprezentacją stanową dla wszystkich państw. Po rozpadzie państwa burgundzkiego w 1477 Niderlandy pozostały pod panowaniem Marii Burgundzkiej, małżonki arcyksięcia austriackiego Maksymiliana Habsburga, przyszłego cesarza. W 1482 przeszły pod panowanie Habsburgów.

## XVI-XVIII w.
|  |  |  |  |

Od 1556 Niderlandy weszły pod władanie hiszpańskich Habsburgów. Trwał intensywny rozwój gospodarczy kraju, zwłaszcza części południowej. W XV w. kupcy niderlandzcy wyparli Hanzę z Morza Bałtyckiego. W XVI w. Antwerpia stała się europejskim centrum finansów. Rozwijały się porty, które dzięki związkom z Hiszpanią, mogły wziąć udział w handlu kolonialnym. Cesarze Habsburscy - Maksymilian i Karol V kontynuowali dzieło jednoczenia i centralizacji wszystkich 17 prowincji Niderlandów. Podatny grunt w miastach znalazła reformacja, zwłaszcza jej nurt kalwiński. Za rządów Karola V protestanci cieszyli się względną swobodą.
W 1556 syn i następca Karola V – Filip II, rządzący także w Hiszpanii, rozpoczął prześladowania religijne, nastąpiło łamanie praw i przywilejów oraz ucisk fiskalny; doprowadziło to do powstania opozycji. Namiestniczka króla - Małgorzata Parmeńska, nie zdołała rozładować sytuacji. W latach sześćdziesiątych doszło do buntów i zamieszek. W 1566 powstał ruch obrazoburczy, zaczęto atakować kościoły katolickie. Przysłany na czele wojsk hiszpańskich książę Alba (1567) rozpoczął rządy terroru, na skutek czego wielu przeciwników króla wyemigrowało, m.in. Wilhelm Orański. Na emigracji sformowały się siły zbrojne, w kraju samorzutnie powstawały oddziały partyzanckie zwane gezami. 
W 1568 rozpoczęła się długotrwała wojna osiemdziesięcioletnia o niepodległość Niderlandów 1568–1648 w). W styczniu 1579 południowe prowincje Artois, Hainaut i walońska część Flandrii podpisały unię z Arras, w której deklarowały lojalność wobec Filipa II i Kościoła katolickiego, a kilkanaście dni później, siedem prowincji północnych Holandia, Zelandia, Fryzja, Utrecht, Geldria, Overijssel, Groningen i największe, protestanckie miasta południowe (m.in. Gandawa, Ypres, Brugia oraz Antwerpia zawarły Unie utrechcką. W 1581 Stany Generalne, skupiające sygnatariuszy unii utrechckiej, ogłosiły w Hadze deklarację o pozbawieniu Filipa II praw do rządzenia Niderlandami, a tym samym o wyzwoleniu się od Hiszpanii. W 1588 Stany Generalne zdecydowały o utrzymaniu republikańskiego ustroju nowego państwa Republiki Zjednoczonych Prowincji, potocznie zwanych Holandią. W 1585 wojska hiszpańskie zdołały opanować południowe prowincje, w tym Antwerpię, co spowodowało ostateczny podział kraju. W 1609 podpisano rozejm, a w 1648 Hiszpania uznała niepodległość Holandii.
W XVII w. nastąpił rozkwit gospodarczy, w wyniku którego Holandia stała się jednym z najbogatszych państw, a także potęgą morską i handlową Europy; była głównym pośrednikiem w wymianie między krajami leżącymi nad Bałtykiem a Europą Zachodnią i Europą Południową oraz koloniami. Kupcy holenderscy wypierali Francuzów z handlu z Lewantem, Portugalczyków z Afryki i Indii. Holendrzy podjęli ekspansję kolonialną; w 1602 założyli Kompanię Wschodnioindyjską, a w 1621 Kompanię Zachodnioindyjską. Nastąpił rozkwit nauki i sztuki, na który wpływ miał także napływ emigrantów (m.in. hugenotów z Francji oraz Żydów).
Pierwsza połowa XVII w. była okresem narastających konfliktów między urzędem namiestnika zwanego stadhouder a zdominowanymi przez mieszczaństwo Stanami Generalnymi – kulminacją tych wydarzeń było oblężenie Amsterdamu przez wojska Wilhelma II Orańskiego (namiestnika) w 1650r. W latach 1650–1672 władzę sprawowały Stany Generalne (tzw. okres bez namiestnika), w 1651 ich reprezentacja proklamowała decyzję o uznaniu Republiki Zjednoczonych Prowincji konfederacją niezależnych państw i o ich suwerenności; od 1653 w polityce wewnętrznej dominował wielki pensjonariusz Holandii Johan de Witt.
Wojny z Anglią i Francją w 2. połowie XVII w. znacznie osłabiły hegemonię Holandii na morzach, spowodowały utratę części kolonii i stopniowy upadek gosp.; 1672 Holandia padła ofiarą ataku Francji, doszło do rozruchów i przywrócenia urzędu namiestnika i powierzenia go księciu Wilhelmowi III Orańskiemu, który w 1689 przyjął koronę angielską i wprowadził unię holendersko-angielską. Po bezpotomnej śmierci Wilhelma w latach 1702–1747 nastał okres bez namiestnika. Gospodarkę tych czasów cechowała stagnacja. Brak surowców sprawił, że kraj nie był w stanie podjąć dzieła industrializacji, stopniowo się pauperyzował. Atak wojsk francuskich w roku 1747 podczas wojny o sukcesję austriacką stał się bezpośrednim powodem kryzysu politycznego, obalenia władzy republikańskiej oligarchii i przywrócenia stanowiska namiestnika, którym został Wilhelm IV Orański, który otrzymał większe kompetencje niż poprzednicy, m.in. uznano dziedziczność urzędu namiestnika. W 1780–1784 udział w wojnie przeciw Wielkiej Brytanii zakończył się klęską i utratą posiadłości w Indiach na rzecz Brytyjczyków. W 1795 wojska rewolucyjnej Francji zajęły Holandię i grupa zależnych od rządu francuskich radykałów proklamowała Republikę Batawską.

## XIX i początek XX w.

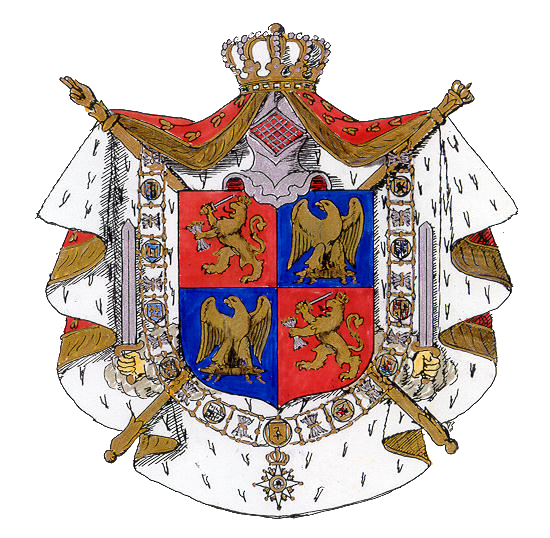
Symbol Królestwa Holandii

Napoleon I, dążąc do centralizacji władzy, powołał w 1805 R.J. Schimmelpennincka na urząd wielkiego pensjonariusza, a w 1806 utworzył Królestwo Holandii, którym władał syn cesarza - Ludwik Bonaparte. Wprowadzona przez Francję blokada kontynentalna Wielkiej Brytanii rujnowała Holandię. 13 lipca 1810 Napoleon I anektował Królestwo Holandii. Po klęsce Napoleona I pod Lipskiem 1813 powstał rząd tymczasowy, który ogłosił niepodległość Holandii. W 1814 przyjęto konstytucję. Na kongresie wiedeńskim w 1815 proklamowano utworzenie Królestwa Zjednoczonych Niderlandów, pod berłem Wilhelma I, włączając do niego prowincje południowe, które w roku 1830 oderwały się wskutek powstania niepodległościowego i utworzyły nowe państwo Belgię, uznane przez Holandię w 1839.
W latach dwudziestych XIX w. rozpoczął się intensywny rozwój gospodarczy Holandii, rozbudowywano drogi, kanały, pogłębiano porty. W latach trzydziestych została otwarta pierwsza linia kolejowa; nastąpił rozwój rolnictwa (gł. hodowla bydła i ogrodnictwo). Po likwidacji 1798 Kompanii Wschodnioindyjskiej, posiadłości w obecnej Indonezji stały się bezpośrednią własnością Holandii (Holenderskie Indie Wschodnie) i przynosiły królestwu znaczne dochody w przeciwieństwie do posiadłości w Ameryce m.in. (Antyle Holenderskie, Gujana Holenderska), gdzie zaprzestano handlu niewolnikami oraz spadły znacznie zyski z plantacji trzciny cukrowej. W 1848 została przyjęta nowa, liberalna konstytucja.
W 1890 wygasła trwająca od 1815 unia personalna pomiędzy Holandią a Luksemburgiem. W drugiej połowie XIX w. nasiliły się konflikty między liberałami obu wyznań, pragnącymi utrzymania państwowej świeckiej szkoły a protestanckimi i katolickimi konserwatystami, domagającymi się prawa do zakładania szkół wyznaniowych, finansowanych przez państwo. Postępowała demokratyzacja prawa wyborczego, a rozwijający się ruch robotniczy (1894 powstała Socjaldemokratyczna Partii Robotnicza) stawiał żądania ochrony pracy i reform socjalnych (1874 - ustawa zakazująca pracy dzieci poniżej 12. roku życia, 1894 - pierwszy zbiorowy układ pracy).
Industrializacja rozpoczęła się w Holandii w latach czterdziestych. W ostatnich dekadach XIX w. trwał rozwój przemysłu lekkiego. Unowocześniało się intensywnie rolnictwo, rosło światowe znaczenie holenderskiego handlu i portów m.in. Rotterdamu. Politykę zagraniczną cechowały starania o zachowanie neutralności. W 1913 Haga stała się siedzibą Stałego Trybunału Arbitrażowego. W I wojnie światowej kraj zachował neutralność. Po wojnie, mimo pogorszenia sytuacji ekonomicznej, hasła rewolucyjne nie spotkały się ze szerszym odzewem. W 1917 doszło do zmiany konstytucji i wprowadzenia powszechnego biernego i czynnego prawa wyborczego dla mężczyzn i biernego dla kobiet, proporcjonalnego systemu wyborczego, równouprawnienia szkół państwowych i prywatnych wyznaniowych. W 1919 kobiety uzyskały również czynne prawo wyborcze. W 1920 Holandia przystąpiła do Ligi Narodów; w Hadze usytuowano Stały Trybunał Sprawiedliwości Międzynarodowej (jego następcą jest Międzynarodowy Trybunał Sprawiedliwości). Wielki kryzys gospodarczy 1929–1933 poważnie zaciążył na gospodarce Holandii. Pojawiły się tendencje nacjonalistyczne i faszystowskie. W 1931 powstał Ruch Narodowosocjalistyczny Antona Musserta, który nie uzyskał jednak poparcia społecznego. W okresie międzywojennym Holandia cechowała znaczna stabilność demokratycznego ładu, oparta na czterech formacjach politycznych: Katolickiej Partii Ludowej, ortodoksyjnie kalwińskiej (Partii Antyrewolucyjnej, Unii Historycznych Chrześcijan), socjaldemokratycznej i liberalnej.

## II wojna światowa

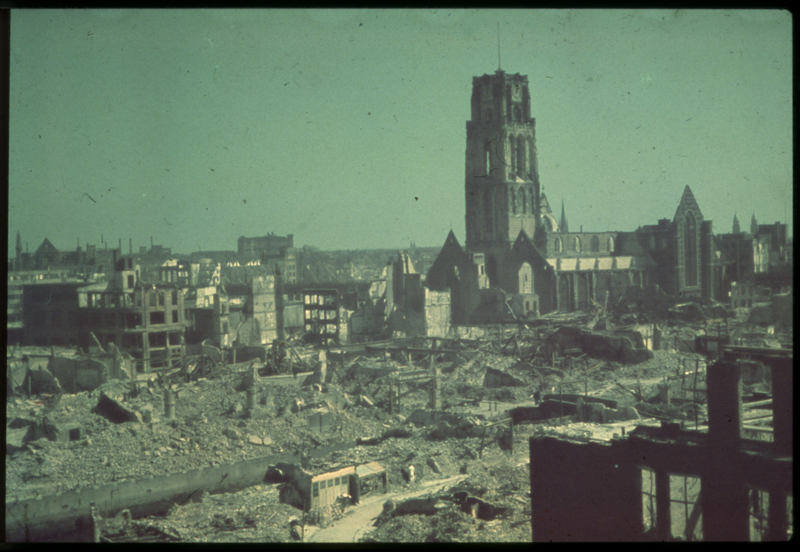
Kościół św. Wawrzyńca wśród ruin po zbombardowaniu Rotterdamu przez Luftwaffe w 1940 (Agfacolor)

W II wojnie światowej neutralność Holandii została pogwałcona 10 maja 1940 atakiem wojsk III Rzeszy, które zajęły kraj. 14 maja miało miejsce bombardowanie Rotterdamu. Królowa Wilhelmina wraz z rządem opuściła Holandię, chroniąc się w Londynie. Niemcy zaprowadzili system komisaryczny. Holendrzy zostali uznani za pełnowartościowych rasowo przedstawicieli rasy germańskiej nadających się do przekształcenia w partnerów Niemiec w przyszłej, podporządkowanej III Rzeszy Europie. Wobec niechęci ludności polityka władz okupacyjnych zaczęła się zaostrzać; o czym dowodzi rosnąca z czasem liczba rozstrzelanych Holendrów (1941 – 35; 1942 – 292; 1943 – 317; 1944 – 570; 1945 – 1560). 
Ponad 600 tysięcy Holendrów wysłano na przymusowe roboty do Niemiec. W życie wcielano program zagłady Żydów, w wyniku którego zmarła m.in. Anne Frank. Z okupantem kolaborował Narodowosocjalistyczny Ruch Holenderski oraz założona wkrótce po kapitulacji Unia Holenderska. Większość społeczeństwa stosowała bierny opór. Istniał także ruch oporu, zajmował się m.in. wydawaniem prasy podziemnej, wywiadem, przeprowadzał akcje sabotażowe. W 1942 Niemcy aresztowali i wywieźli do obozów katolików pochodzenia żydowskiego, w tym i Annę Frank. W końcowym okresie wojny na terenie Holandii miały miejsce zacięte walki z w których udział brały m.in. Polska 1. Dywizja Pancerna (w walkach o Bredę i Axel) oraz 1 Samodzielna Brygada Spadochronowa. W kwietniu 1945 Holandia została wyzwolona. Kolonie holenderskie w Azji (Indonezja) zostały zajęte przez wojska japońskie i okupowane do sierpnia 1945.

## Po 1945 roku
Po zakończeniu wojny Holandia starała się utrzymać władzę nad Indonezją, organizując z pomocą Wielkiej Brytanii ekspedycje militarne. W 1949 jednak była zmuszona uznać jej niepodległość, z wyjątkiem zachodniej Nowej Gwinei, przekazanej Indonezji w 1963. W Ameryce Środkowej Holandia utrzymała tzw. terytoria zamorskie: Antyle Holenderskie i wydzieloną z nich Arubę, które uzyskały szeroką autonomię.
Przy odbudowie kraju, Holandia skorzystała z planu Marshalla, odrzuciła politykę neutralności wstępując w 1945 do ONZ, a od 1949 należy do NATO. Wcześnie też włączyła się do planu zachodnioeuropejskiej integracji. W 1948 powstała unia celna z Belgią i Luksemburgiem w ramach Beneluksu. W 1948 Unia Zachodnioeuropejska, a w 1957 EWG. Od 1993 Holandia jest członkiem Unii Europejskiej, stając się jednym z jej filarów. Jest m.in. sygnatariuszem układu z Schengen z 1985 i Maastricht z 1991. W latach 1999–2002 uczestniczyła w realizacji etapowego wprowadzania waluty euro. Po wojnie zmieniła się scena polityczna: Partia Socjaldemokratyczna połączyła się z lewicowymi partiami wyznaniowymi, tworząc Partię Pracy (PvdA). W 1948 powstała liberalna Partia Ludowa na rzecz Wolności i Demokracji (VVD) jako mutacja przedwojennych partii liberalnych. Od 1946 do połowy lat sześćdziesiątych rządy były zdominowane przez koalicje socjaldemokratów z partiami wyznaniowymi (rządy W. Dreesa 1948–58), później partii wyznaniowych z liberałami. Lata pięćdziesiąte i sześćdziesiąte to okres intensywnego rozwoju gospodarczego i wzrostu poziomu życia, m.in. dzięki odkryciu bogatych złóż gazu ziemnego, zwiększeniu znaczenia Holandii w handlu międzynarodowym i rozwojowi rolnictwa. Wzrost gospodarczy stworzył podstawy holenderskiego modelu państwa dobrobytu i systemu zabezpieczeń społecznych.
Od połowy lat sześćdziesiątych narastała radykalizacja życia społecznego, dawał o sobie znać kryzys systemu politycznego. Następowało odejście Kościoła od ingerencji politycznej (sekularyzacja życia publicznego), wzrost ruchów kontestacyjnych, m.in. tzw. Nowej Lewicy, i powstanie nowych partii politycznych, np. Demokraci 66 (D 66) i populistyczna Partia Chłopska. 
Wybory lat 1971 i 1972 wykazały dalszą polaryzację sił politycznych i umocnienie, będących w opozycji, partii lewicowych. Nastąpiła ściślejsza współpraca PvdA z D 66 i Katolicką Partią Radykalną. Po zawarciu sojuszu wyborczego utworzyły one rząd Joopa den Uyla (1973–77), który jednak nie poradził sobie z rosnącym bezrobociem i spadkiem produkcji. Po prawej stronie nastąpiły tendencje unifikacyjne. W 1976 Katolicka Partia Ludowa zjednoczyła się z Partią Antyrewolucyjną oraz z Unią Historycznych Chrześcijan i utworzyła w 1980 Apel Chrześcijańsko-Demokratyczny (CDA), oprócz Pvda największe ugrupowanie partyjne Holandii, od 1977 w koalicjach rządowych: 1977–1981 z liberałami (VVD), 1981–1982 z Pvda i D 66, 1982–1989 ponownie z VVD. Od lat siedemdziesiątych narastały w Holandii tendencje pacyfistyczne, które w latach osiemdziesiątych przerodziły się w masowy ruch protestu przeciw rozlokowaniu rakiet Cruise wspierany przez ówczesny Związek Radziecki.
Po wyborach parlamentarnych w 1989 nastąpił powrót do polityki kooperacji i powstania koalicji centroprawicowej CDA i PvdA pod kierunkiem premiera Ruuda Lubbersa (1989–1994), zmagającej się z kryzysem gospodarczym (wzrost bezrobocia, deficyt budżetowy). W wyborach parlamentarnych 1994 CDA utraciła pierwsze miejsce na rzecz socjaldemokratów, którzy utworzyli koalicję z D 66 i VVD (tzw. fioletowa koalicja) na czele z Wimem Kokiem, przewodniczącym socjaldemokratów (od 1987); wprowadzany program reform gospodarczych, zwany modelem holenderskim, uzyskał poparcie społeczne i akceptację polityki rządowej. Wybory parlamentarne w 1998 odnowiły mandat dla koalicji. W 1980, po abdykacji królowej Juliany z dynastii Orange-Nassau, tron objęła jej córka, Beatrix. W 2013 po abdykacji królowej Beatrycze tron przejął jej syn Wilhelm-Aleksander.